# قوسية الخلية مائية
قوسية الخلية مائية (الاسم العلمي: Arcicella aquatica) هي نوع من البكتيريا، سلبية الغرام، تتبع جنس قوسية الخلية.